# Galih (Gemuh)
Galih is een bestuurslaag in het regentschap Kendal van de provincie Midden-Java, Indonesië. Galih telt 2346 inwoners (volkstelling 2010).